# 고란 보그단
고란 보그단(Goran Bogdan, 1980년 10월 2일 ~ )은 배우, 영화배우이다.
시로키브리예그에서 태어났다.

## 영화
- 아이 액트, 아이 엠 (2018년) - 루카 역
- 아이 캔 베얼리 리멤버 더 데이 (2018년)
- 고란 (2016년)
- 언기븐 (2015년)
- 아워 에브리데이 라이프 (2015년)
- 이것이 룰 (2014년)
- 신부의 아이들 (2013년) - 주레 역
- 롬콤 (2011년)
- 썸 아더 스토리 (2010년)